# Ragodeš
Ragodeš (izvirno srbsko Рагодеш) je naselje v Srbiji, ki upravno spada pod Občino Pirot; slednja pa je del Pirotskega upravnega okraja.

## Demografija
V naselju  živi 230 polnoletnih prebivalcev, pri čemer je njihova povprečna starost 64,8 let (62,0 pri moških in 67,9 pri ženskah). Naselje ima 125 gospodinjstev, pri čemer je povprečno število članov na gospodinjstvo 1,87.
To naselje je popolnoma srbsko (glede na rezultate popisa iz leta 2002), a v času zadnjih treh popisov je opazno zmanjšanje števila prebivalcev.
|  |

| Demografija | Demografija     | Demografija     |
| Leto        | Št. prebivalcev | Št. prebivalcev |
| ----------- | --------------- | --------------- |
|             |                 |                 |
|             |                 |                 |
|             |                 |                 |
|             |                 |                 |
| 1948        | 1051            |                 |
| 1953        | 1000            |                 |
| 1961        | 873             |                 |
| 1971        | 776             |                 |
| 1981        | 556             |                 |
| 1991        | 358             | 357             |
| 2002        | 235             | 234             |
|             |                 |                 |

| Etnična sestava po popisu iz leta 2002 | Etnična sestava po popisu iz leta 2002 | Etnična sestava po popisu iz leta 2002 | Etnična sestava po popisu iz leta 2002 | Etnična sestava po popisu iz leta 2002 |
| -------------------------------------- | -------------------------------------- | -------------------------------------- | -------------------------------------- | -------------------------------------- |
| Srbi                                   | Srbi                                   |                                        | 234                                    | 100,0%                                 |
| Neznano                                | Neznano                                |                                        | 0                                      | 0,0%                                   |